# Santa María de Afuera P. de Caldas de Reyes
Caldas de Reyes (llamada oficialmente Santa María de Caldas de Reis) es una parroquia del municipio español de Caldas de Reyes, en la provincia de Pontevedra, Galicia.

## Toponimia
La parroquia también es conocida por los nombres de Santa María de Afuera de Caldas de Reis, Santa María de Afuera P. de Caldas de Reis y de Santa María de Afuera P. de Caldas de Reyes.

## Organización territorial
La parroquia está formada por ocho entidades de población, constando siete de ellas en el nomenclátor del Instituto Nacional de Estadística español:
- A Curuxal
- Barreiros (Os Barreiros)
- Castaños (Os Castaños)
- Eirín
- Pazo (O Pazo)
- Segad (Segade de Abaixo)
- Somonte (O Somonte)
- Tivo

## Demografía
| Gráfica de evolución demográfica de Caldas de Reis entre 2000 y 2023 |
|                                                                      |
| Datos según el nomenclátor publicado por el INE.                     |